# La Moisson (Pieter Brueghel l'Ancien)
Pour les articles homonymes, voir La Moisson.
La Moisson ou Les Moissonneurs est un tableau peint par Pieter Brueghel l'Ancien en 1565. Il est conservé au Metropolitan Museum of Art à New York. Il fait partie d'une série de 6 tableaux sur les saisons.

## Description
La période de la moisson est clairement fixée et correspond au mois d'août dans tous les calendriers flamands. Mais comme le tableau présente de toute évidence une abondance de fruits mûrs, on est ici sans doute en présence d'une représentation d'août et de septembre. En effet généralement connu pour être le mois des fruits, ce dernier était aussi figuré comme tel. Du plan le plus rapproché à la portion la plus reculée, du paysage, Brueghel l'Ancien ponctue sa représentation du plein été de plusieurs scènes annexes : une cruche reposant au frais à l'ombre des blés, deux cailles s'envolant, effrayées par le bruit des faucheurs, trois servantes portant des gerbes de blé vers le chariot de la moisson, un étang avec des baigneurs et à l'arrière, un verger flanqué sur sa droite d'un pacage de village où s'ébattent des joueurs.